# 芝野耕司
芝野 耕司（しばの こうじ、1953年1月 - ）は、日本の計算機科学者。東京外国語大学名誉教授。

## 学歴
- 1971年3月 - 六甲学院高等学校卒業
- 1977年3月 - 京都大学工学部数理工学科卒業
- 1979年3月 - 京都大学大学院工学研究科数理工学専攻博士前期課程修了

## 職歴
- 1979年4月 - 三井情報開発株式会社総合研究所研究員
- 1982年8月 - 日本IBM株式会社　東京基礎研究所東京サイエンティフィックセンター、同研究所サイエンスインスティチュート所属副主任研究員
- 1988年4月 - 東京国際大学商学部専任講師
- 1989年4月 - 東京国際大学商学部助教授
- 1995年4月 - 東京国際大学商学部教授
- 1998年4月 - 東京外国語大学アジア・アフリカ言語文化研究所教授
- 1999年4月 - 東京外国語大学情報処理センター長
- 2018年3月 - 東京外国語大学定年退職、名誉教授
- ISO/IEC JTC 1/SC 2(Coded Character Set) Chairman
- ISO/IEC JTC 1/SC 32/WG4(SQL Multimedia and Application Packages) Convenor
- JIS X 3005データベース言語SQL原案委員会委員長
- 文字コード関連JIS（JIS X 0201、JIS X 0202、JIS X 0208、JIS X 0211、JIS X 0213、JIS X 0218）原案委員会委員長
- 日本語処理関連JIS（JIS X 4051、JIS X 4052、JIS X 4061、JIS X 4062、JIS X 4063）原案委員会委員長

## 著書

### 単著
- 『JIS漢字字典』（日本規格協会、1997/11、ISBN 978-4542201279）
- 『SQLがわかる本』（オーム社、1998/11、ISBN 978-4274078729）
- 『SGML/XMLがわかる本』（オーム社、2000/05、ISBN 978-4274078934）
- 『インターネットがわかる本』（オーム社、2001/01、ISBN 978-4274024399）
- 『JIS漢字字典』増補改訂（日本規格協会、 2002/06、ISBN 978-4542201293）

### 共著
- （鈴木健司、穂鷹良介、堀内一、溝口徹夫）『データベース標準用語事典』（オーム社 、1991/11、ISBN 978-4274076824）